# Incidente del 15 maggio
L'incidente del 15 maggio (五・一五事件?, Goichigo jiken) fu un tentativo di colpo di Stato che, avvenuto il 15 maggio 1932 in Giappone, ebbe luogo per mano di esponenti radicali della Marina imperiale giapponese, aiutati dai cadetti dell'Esercito imperiale giapponese e dai resti civili dell'ultranazionalista Lega del Sangue (Ketsumei-dan). Il primo ministro Inukai Tsuyoshi venne assassinato da 11 giovani ufficiali della marina. Il successivo processo e il sostegno popolare della popolazione giapponese portarono a condanne estremamente leggere per gli assassini, rafforzando il crescente potere del militarismo giapponese ed indebolendo la democrazia e lo stato di diritto nell'Impero del Giappone.

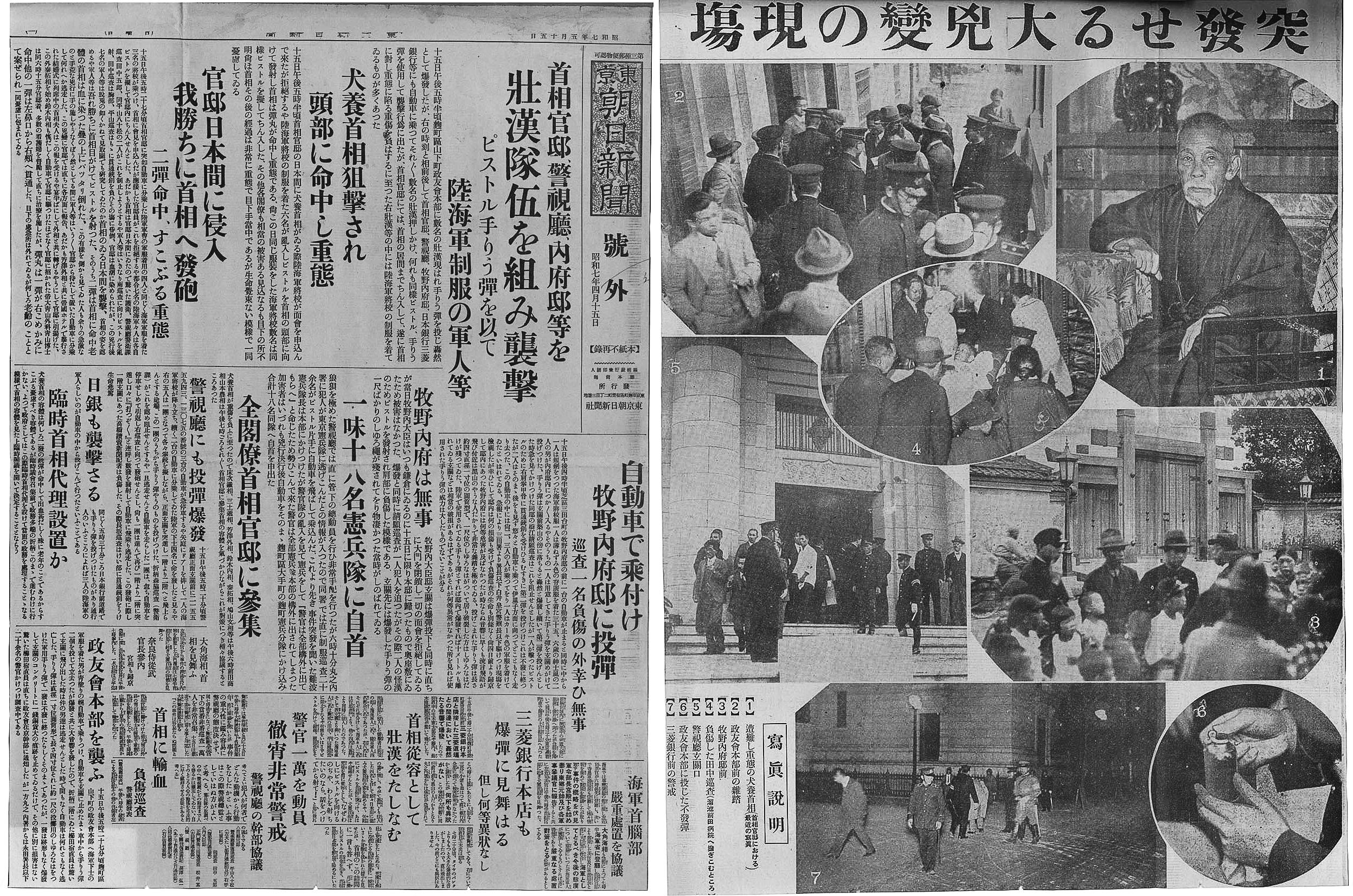
LAsahi Shinbun di Tokyo descrive l'incidente del 15 maggio e l'omicidio del primo ministro Inukai Tsuyoshi.

## Antefatti
Come risultato della ratifica del Trattato navale di Londra che limitava le dimensioni della Marina imperiale giapponese, all'interno del corpo degli ufficiali subalterni crebbe un movimento per rovesciare il governo e sostituirlo con un governo militare. Questo movimento aveva paralleli nella società segreta Sakurakai organizzata all'interno dell'esercito imperiale giapponese. Gli ufficiali della marina stabilirono contatti con l'ultranazionalista Nisshō Inoue e la sua "Lega del Sangue", e concordarono con la sua filosofia di realizzare una "Restaurazione Shōwa", per la quale sarebbe stato necessario assassinare figure politiche ed imprenditoriali di spicco.
Nel marzo 1932, nell'"Incidente della Lega del Sangue", il gruppo di Inoue riuscì solo a uccidere l'ex ministro delle Finanze e capo del Rikken Minseitō, Junnosuke Inoue, ed il direttore generale della Mitsui Holding Company, Takuma Dan.

## L'incidente

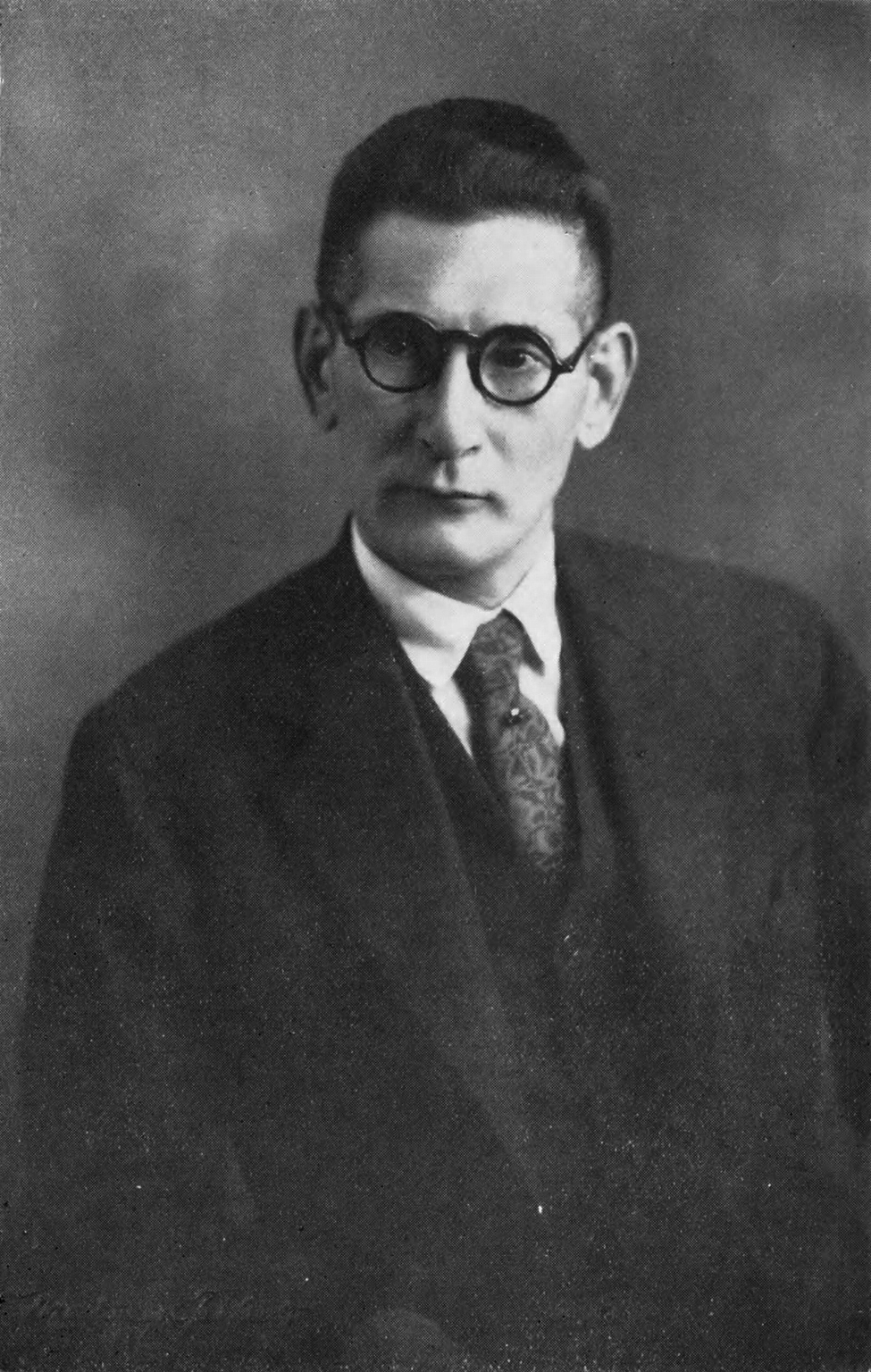
Shūmei Ōkawa

Il 15 maggio 1932, gli ufficiali navali, aiutati dai cadetti dell'esercito ed esponenti civili della destra (tra cui Shūmei Ōkawa, Tōyama Mitsuru e Kosaburō Tachibana) inscenarono il loro tentativo di concludere ciò che era iniziato con l'incidente della Lega di sangue.
Il Primo ministro Inukai Tsuyoshi venne assassinato da undici giovani ufficiali della Marina (molti dei quali neanche ventenni) nella sua residenza. Le sue ultime parole furono approssimativamente «Se parliamo possiamo comprenderci» (話せば分かる?, hanaseba wakaru) alle quali i killer risposero «Non serve discutere» (問答無用?, mondō muyō).
L'originale piano di omicidi prevedeva l'assassinio della star Charlie Chaplin, che stava visitando il Giappone proprio in quel periodo. "Questi attivisti, desiderosi d'ingerire uno spirito nativista Yamato nella politica, hanno riconosciuto la natura politica carica della cultura di massa". L'omicidio di Chaplin avrebbe facilitato la guerra con gli Stati Uniti e l'ansia in Giappone, ed avrebbe portato alla "restaurazione" in nome dell'imperatore. Al momento dell'assassinio del primo ministro, suo figlio Inukai Takeru e Charlie Chaplin stavano assistendo ad un incontro di sumo, fatto che probabilmente salvò a entrambi la vita.
I rivoluzionari attaccarono anche la residenza di Makino Nobuaki, il Lord custode del sigillo segreto del Giappone, la residenza e l'ufficio di Saionji Kinmochi, leader del partito politico Seiyūkai, e lanciarono bombe a mano nella Banca Mitsubishi e in varie sottostazioni di trasformatori di corrente.
Ad eccezione dell'omicidio del primo ministro, il tentativo di colpo di Stato non condusse a nulla, e la ribellione si risolse in un fallimento. I partecipanti presero quindi un taxi e si diressero alla sede centrale della polizia, dove si costituirono alla Kempeitai.

## Conseguenze
Gli undici assassini del primo ministro Inukai vennero sottoposti alla Corte marziale. Durante il procedimento, gli imputati utilizzarono il processo come piattaforma per proclamare la loro lealtà all'imperatore e per suscitare simpatia popolare facendo appello per le riforme del governo e dell'economia. Alla fine del processo, la corte aveva ricevuto 110.000 richieste di clemenza, firmate o scritte interamente con il sangue, da simpatizzanti di tutto il paese che chiedevano una sentenza indulgente. In aggiunta alla petizione, la Corte ricevette anche la richiesta di undici giovani di Niigata di essere giustiziati al posto degli ufficiali della Marina, i quali, a dimostrazione della loro sincerità, spedirono alla Corte undici mignoli mozzati.
La sentenza emessa dalla Corte fu estremamente indulgente, e la stampa ebbe pochi dubbi sul fatto che gli assassini del primo ministro Inukai sarebbero stati liberati entro un paio di anni se non prima. L'emissione di una sentenza poco severa nei confronti degli esecutori dell'incidente del 15 maggio indebolì ulteriormente lo stato di diritto e il potere del governo democratico giapponese nei confronti di quello militare. Indirettamente, esso condusse all'incidente del 26 febbraio e alla crescente ascesa del militarismo giapponese.

## Nella cultura di massa
- L'incidente del 15 maggio, citato direttamente, è l'evento da cui trae spunto la trama dell'anime Ghost in the Shell: Stand Alone Complex - 2nd GIG.